# 卡拉斯科萨德阿罗
卡拉斯科萨德阿罗，是西班牙卡斯蒂利亚-拉曼恰昆卡省的一个市镇。总面积29平方公里，总人口148人（2001年），人口密度5人/平方公里。